# Hyphoraia defasciata
Hyphoraia defasciata är en fjärilsart som beskrevs av G. Schultz 1906. Hyphoraia defasciata ingår i släktet Hyphoraia och familjen björnspinnare. Inga underarter finns listade i Catalogue of Life.